# Colostygia lineolata
Colostygia lineolata är en fjärilsart som beskrevs av Fabricius 1794. Colostygia lineolata ingår i släktet Colostygia och familjen mätare. Inga underarter finns listade i Catalogue of Life.